# Batalla de Turín (312)
La batalla de Turín o batalla de Augusta de los Taurinos (en latín: Augusta Taurinorum) fue un enfrentamiento militar que tuvo lugar en la primavera de 312 durante la guerra civil entre los emperadores romanos Constantino I (r. 306-337) y Majencio (r. 306-312). Constituyó el segundo combate entre los ejércitos imperiales de Italia durante el conflicto y se disputó en las inmediaciones de la ciudad de Augusta de los Taurinos (actual Turín).
El número de los soldados participantes es incierto pues las fuentes sobrevivientes presentan valores discrepantes. Independientemente de cuál fuese el tamaño de los ejércitos que disputaron la batalla de Turín, supuso una importante victoria para Constantino. Muchas ciudades de la llanura Padana abrieron sus puertas al emperador vencedor para permitirle proseguir su marcha por el interior de la península itálica en búsqueda de las fuerzas remanentes de Majencio.

## Antecedentes
El Imperio romano se encontraba dividido en Oriente y Occidente desde el año 293 y cada parte se encontraba gobernada por un augusto o emperador principal, y un césar o emperador secundario. En 305, Constancio Cloro y Galerio fueron designados augustos, mientras que a Maximino Daya y a Flavio Severo se les otorgó la dignidad de césares.
Constancio Cloro (r. 293-306) falleció en la ciudad de Eboracum (actual York) en 306, mientras se preparaba para hacer frente a las incursiones de los pictos. El augusto de Oriente, Galerio (r. 293-311), nombró para sucederlo a Flavio Severo (r. 305-307), que asumió el título de augusto con el nombre de Severo II. En lugar de aceptar el nombramiento de este a la posición de augusto, la guarnición de Britania elevó al hijo de Constancio, Constantino, a la púrpura imperial. Al ponerse en contacto con el emperador Galerio, Constantino solicitó el reconocimiento como heredero de su padre y pasó la responsabilidad de su ascenso ilegal a las tropas al alegar que lo habían obligado. Galerio se enfureció y casi se negó a hacer realidad la solicitud, pero sus asesores le advirtieron que esto llevaría inevitablemente a la guerra, por lo que le otorgó a Constantino el título de césar en lugar del de augusto, que le fue otorgado a Severo. Pero deseando dejar en claro que había legitimado el gobierno de Constantino, Galerio le envió personalmente la púrpura imperial. Constantino aceptó la decisión, pues sabía que así desaparecía toda incertidumbre sobre su poder.

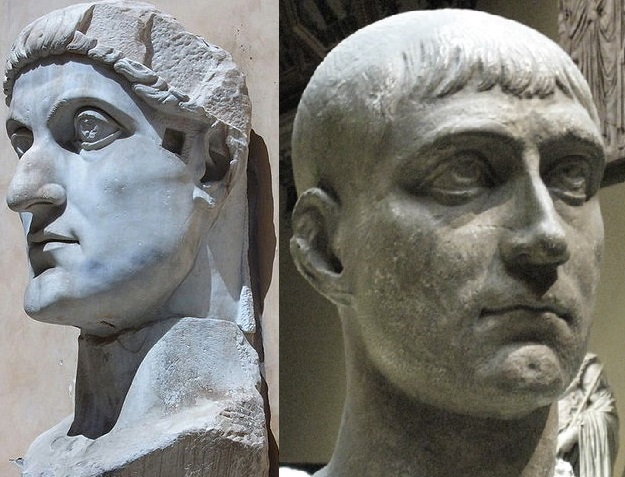
Cabeza del Coloso de Constantino, a la izquierda. Busto de Majencio a la derecha

Este acto motivó a Majencio (r. 306-312), hijo de Maximiano (r. 285-305, 310), a declararse también emperador en Roma en 306, pero con el título de princeps. Galerio, temeroso de que otros personajes también intentaran convertirse en emperadores, ordenó a Severo que entrara en Italia y lidiara con él. A causa del temor de la llegada de Severo, Majencio le ofreció a su padre, Maximiano, el cogobierno y este aceptó, por lo que, cuando Severo llegó ante las murallas de Roma y la sitió, sus hombres le abandonaron y pasaron a manos de Maximiano, el antiguo comandante. En 308, Galerio convocó la conferencia de Carnunto, en donde se nombró al general Flavio Valerio Liciniano Licinio (r. 308-324) augusto de Occidente, a fin de combatir y derrocar a los usurpadores, pero este, en lugar de hacerlo, prefirió no participar en el conflicto. En el mismo año, Maximiano intentó deponer a su propio hijo, pero fracasó y huyó a la corte de Constantino en la Galia. Maximiano aprovechó la oportunidad para proclamarse nuevo emperador en el verano de 310, cuando Constantino acudió a extinguir una rebelión de los francos, pero al retornar este, se retiró a Masilia en donde fue rápidamente apresado por Constantino y obligado a suicidarse.
Majencio declaró la guerra a Constantino en 311 con el argumento de pretender vengar la muerte de su padre. Constantino en respuesta invadió el norte de Italia. El ejército constantiniano se dirigió al sur después del sitio de Segusio (actual Susa), y venció a las tropas de Majencio que se encontraban cerca de Augusta Taurinorum (actual Turín). Constantino continuó hasta Mediolanum (hoy Milán), ciudad que le abrió las puertas y lo acogió hasta mediados del verano, cuando reanudó la marcha.

## Batalla y consecuencias

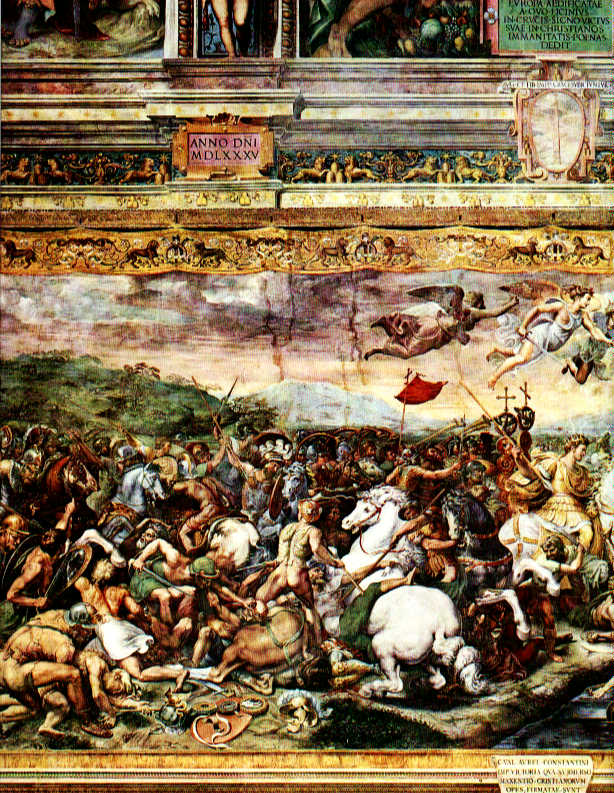
Batalla de Constantino contra Majencio, fresco ubicado en el Palacio Apostólico en el Vaticano. Obra de Giulio Romano (1520 a 1524)

El ejército de Majencio estaba compuesto principalmente por escuadrones de caballería pesada (clibanarios y catafractos). Al comenzar la batalla, la caballería majenciana avanzó en una formación de cuña, lo que llevó a Constantino a ordenar el repliegue del centro de la suya (que a diferencia de la rival era ligera), y de este modo, permitir que sus flancos rodearan al enemigo y entorpecieran sus movimientos. Para optimizar el combate, Constantino había equipado previamente a sus soldados con clavas perforantes que inutilizarían la coraza enemiga. Los jinetes de Constantino pudieron así hostigar a los enemigos desde los flancos mediante cargas sucesivas y descabalgar o herir a muchos de ellos. Una vez desbaratadas las filas de Majencio, Constantino ordenó avanzar a la infantería para cortarles la ruta de escape. La victoria del ejército constantiniano resultó fácil y rápida.
Augusta de los Taurinos rechazó dar refugio a las fuerzas replegadas de Majencio y prefirió abrir las puertas a Constantino. Otras ciudades de la llanura Padana enviaron emisarios a este último. El emperador victorioso se dirigió hacia Mediolanum (hoy Milán), ciudad en la que fue acogido y recibido con júbilo. Constantino descansó junto con su ejército en esta ciudad hasta mediados del verano de 312, para continuar luego su camino a Brixia (actual Brescia).
Una vez en Brixia, Constantino combatió nuevamente contra la caballería majenciana y obtuvo otra contundente victoria. Posteriormente se dirigió con rapidez hacia la ciudad de Verona, en donde se trabaría una nueva batalla contra un gran contingente enemigo dirigido por Ruricio Pompeyano. Este sería el penúltimo triunfo en su exitosa campaña a través de Italia. A partir de aquí marcharía hacia Roma para enfrentarse directamente con Majencio en la batalla del Puente Milvio, cuyo triunfo marcó el fin de la sistema tetrárquico y llevó a Constantino a convertirse en la máxima autoridad de los territorios occidentales del Imperio romano, mientras su cuñado Licinio reinaba en las provincias orientales.